# Punta Chueca
Punta Chueca är en ort i Mexiko.   Den ligger i kommunen Hermosillo och delstaten Sonora, i den nordvästra delen av landet, 1 700 km nordväst om huvudstaden Mexico City. Punta Chueca ligger 3 meter över havet och antalet invånare är 520.
Terrängen runt Punta Chueca är huvudsakligen platt, men norrut är den kuperad. Havet är nära Punta Chueca åt sydväst.  Det finns inga andra samhällen i närheten. 